# On se bat aux Indes
Pour plus de détails, voir Fiche technique et Distribution.
On se bat aux Indes (Rogue's March) est un film américain réalisé par Allan Davis (en), sorti en 1953.

## Synopsis
Durant l’époque victorienne, un officier britannique stationné aux Indes Britanniques est faussement accusé de trahison et expulsé de son régiment. Il s’engage à nouveau comme soldat sous un nom d’emprunt pour prouver son innocence.

## Fiche technique
- Titre original : Rogue's March
- Titre français : On se bat aux Indes
- Réalisation : Allan Davis (en)
- Scénario : Leon Gordon (en)
- Direction artistique : Cedric Gibbons et William Ferrari
- Photographie : Paul Vogel
- Montage : Gene Ruggiero
- Musique : Alberto Colombo
- Société de production : Metro-Goldwyn-Mayer
- Pays d'origine : États-Unis
- Format : Noir et blanc - 1,37:1
- Genre : aventure
- Durée : 84 minutes
- Date de sortie : 1953

## Distribution
- Peter Lawford : Capitaine Dion Lenbridge / Harry Simms
- Richard Greene : Capitaine Thomas Garron
- Janice Rule : Jane Wensley
- Leo G. Carroll : Colonel Henry Lenbridge
- John Abbott : Herbert Bielensen
- Patrick Aherne (en) : Major Wensley
- John Dodsworth (en) : Major MacStreet
- Herbert Deans : Procureur
- Hayden Rorke : Major Fallow
- John Lupton : Lieutenant Jersey
- Barry Bernard : Sergent
- Charles Davis (en) : Caporal Biggs
- Jack Raine (en) : Général Woodbury
- Richard Hale : Igor
- Michael Pate : Crane
- Skelton Knaggs : Fish
- Sean McClory : McGinty
- Otto Waldis : Alex
- Lester Matthews : Brigadier